# スパワールド
スパワールドは、大阪市浪速区にある温泉をテーマとした娯楽施設。キャッチフレーズは「美と健康の24時間快適空間」

## 概要
株式会社阪神住建が運営。「天王寺"世界の温泉"」という源泉（天然温泉）を擁する都市型の温浴施設で、1997年（平成9年）7月18日に開業した。施設の名称は、開業から長らく「スパワールド世界の大温泉」を使用していたが、2023年（令和5年）7月1日に「SPAWORLD HOTEL & RESORT」に名称を変更し、本館のエントランスロビーなどが全面的にリニューアルされた。
新世界のランドマークである通天閣の南側、ジャンジャン横丁の西側に位置する。かつては西隣に、同日に開業したフェスティバルゲートがあった（2007年（平成19年）7月31日に営業終了。現在は解体され、マルハンがドン・キホーテを核テナントにした商業施設を2015年（平成27年）2月27日に開業した）。
温泉は4階にヨーロッパ、6階にアジアと2つの地域をイメージしたフロアに分かれ、さらにそのフロア内に主な国の代表的な浴場を配置。浴場には各国の装飾を随所にあしらっている（フロアは男女別で、月ごとに入れ替わる）。岩盤浴やサウナ、スポーツジムも併設されている。
温泉以外では、ウォータースライダーなどのアトラクションが目玉の温水プール、「フードゾーン」（本館のリニューアル時に"フードパーク"と改称）と題した飲食店のフロア（3階グルメコート、8階オアシスガーデンなど）、男女別のエステサロンや複数のマッサージを提供するフロアもあるなど、バラエティに富んでいる。
上層階にホテルも併設しており、和洋・大小さまざまな客室を設けている。2023年（令和5年）7月1日の本館リニューアルと同時に新たなホテルが開設、客室数が103室新設。シングルやツインルーム、ファミリールームなどの様々なニーズに合わせた客室をオープンした。
ミシュランが旅行者向けに発行している『ミシュラン・グリーンガイド・ジャポン』に掲載され、「一つ星」の評価を得た。

### 基礎情報
- 源泉名 - 天王寺"世界の温泉"
- 湧出地 - 大阪府大阪市浪速区恵美須東3丁目2番32
- 泉温 - 39.4℃（調査時における気温28.9度、2005年5月24日現在）
- 泉質 - 単純温泉（低張性・中性・温泉）
- 営業時間 - 8時45分から10時00分を除く24時間（浴室入替日は7時45分まで）

## CMキャラクターなど
- 古川優奈（2023年7月よりスパワールドのリニューアルと同時に出演）
- 矢吹奈子（2025年7月-）
- CMの最後には、タレントのピーター（大阪市営地下鉄で駅構内の英語アナウンスも担当）が「スパワールド」と叫ぶ声を、サウンドロゴ代わりに入れている。

### 過去
- 松方弘樹
- 辺見えみり
- 南野陽子（以上は開業当時のCMに出演）
- パイレーツ
- 小池栄子（2000年、「スパプー」イメージキャラクター）
- 片岡未来（2000年、「スパプー」イメージキャラクター）
- 吉岡美穂（2001年、「スパプー」イメージキャラクター）
- 赤松寛子（2001年、「スパプー」イメージキャラクター）
- インリン・オブ・ジョイトイ（2001年、「スパプー」イメージキャラクター）
- 小向美奈子（2002年、「スパプー」イメージキャラクター）
- 矢吹春奈（2002年、「スパプー」イメージキャラクター）
- 叶姉妹（2003年、「1000円ゴージャスキャンペーン」）
- 若槻千夏（2004年、「スパプー」「ウォーターウォーズ」）
- ボブ・サップ
- 山崎真実（2005年頃）
- 夏川純（2005年、「うずうず1000円キャンペーン」）
- 山本梓（2006年、「1000円de湯上り美人キャンペーン」）
- 愛川ゆず季（2006年、スパプー「1000円でぞくぞくキャンペーン」）
- 鷲巣あやの（2007年）
- 中沢なつき
- 川村ゆきえ（2007年、「ありがとう10チュー年 1000円キャンペーン」）
- RAJA
- エヴァ（ちゃん）
- 松涛有希（2007年、開業10周年を記念し「ミススパワールド」に起用された）
- 桂三度（2008年、出演当時は「世界のナベアツ」名義）
- 谷真奈美（2008年7月から一時出演）
- 蘭いおり（2008年7月から一時出演）
- ハイヒールモモコ（2009年[2]）
- 紗綾（2009年、ウォータースライダー「デスループ」のイメージキャラクター）
- たむらけんじ（2010年）
- AMEMIYA（2011年）
- 谷花音（2012年8月から一時出演）
- 鈴木福（2013年6月から一時出演）
- NMB48（2014年7月から一時出演）
- 篠原信一（2015年6月から一時出演）
- 黒木麗奈（2018年）
- 紫吹淳（2019年7月）

## 交通アクセス
- Osaka Metro御堂筋線・Osaka Metro堺筋線 動物園前駅 - 5号出口から徒歩2分
- JR西日本大阪環状線・関西本線 新今宮駅 - 東口から徒歩3分
- 阪堺電軌阪堺線 新今宮駅前停留場 - 徒歩4分
- 南海本線・高野線 新今宮駅 - 徒歩6分
- WILLER EXPRESS - 全国各地からのツアーバスを運行[3]
- 阪神高速14号松原線 天王寺出口